# Humanità e Lucifero
Humanità e Lucifero
Oratorio para dos voces (ST) con violines, viola, violonchelo, trompeta, flauta dulce soprano, cuerdas y bajo continuo con música de Alessandro Scarlatti y libreto anónimo, estrenado en Roma en el Collegio Nazzareno en septiembre de 1704 durante la festividad del Nacimiento de la Santísima Virgen María (8 de septiembre). El oratorio fue interpretado de nuevo en el Collegio Nazareno en 1719 y 1725.
Se conservan dos manuscritos de la partitura. Uno en la Biblioteca dei Padri Scolopi de Roma datado en 1704, que figura como cantata y da la autoría a Pietro Scarlatti (1679-1750), hijo mayor de Alessandro Scarlatti. El otro manuscrito es posterior y se encuentra en la Colección Santini de Münster, está fechado en 1706, figura como oratorio y da la autoría a Alessandro Scarlatti.

## Humanità e Lucifero
Oratorio a due voci con violini, violetta, violone, tromba e flautino, per la Nascita della Beata Vergine Maria del cavalier Alessandro Scarlatti. (Roma 1704)
| Humanità | soprano |
| Lucifero | tenore  |

### Parte Prima
- Sinfonía
- Recitativo (Humanità) - "E qual d'intorno io miro all'altre sfere"
- Aria (Humanità) - "La bianca aurora"
- Recitativo (Humanità) - "Ah ch'a ragion l'aurora"
- Sinfonía con tromba
- Recitativo (Humanità) - "Ma qual fragor profondo"
- Aria (Lucifero) - "A dispetto delle stelle"
- Recitativo (Lucifero) - "E che ti pensi, o Ciel nemico e che?"
- Aria (da capo) (Lucifero) - "A dispetto delle stelle"
- Recitativo (Humanità, Lucifero) - "Affrena, iniquo mostro"
- Aria (Humanità) - "Al lampo del ciglio"
- Recitativo (Lucifero) - "Oh quanto rido, oh quanto!"
- Aria (Lucifero) - "Fin ch'arene havrà Cocito"
- Recitativo (Humanità) - "Mira, superbo, mira"
- Dueto (Humanità, Lucifero) - "Comincia pure a piangere"

### Parte Seconda
- Sinfonía
- Recitativo (Humanità) - "Cadde il barbaro mostro"
- Aria (Humanità) - "Se fanciulla sempre in culla"
- Recitativo (Lucifero) - "Per me sempre crudeli"
- Aria (Lucifero) - "Pianga pure al duol ch'io sento"
- Recitativo (Humanità) - "Or vanne altero e grande"
- Aria (Humanità) - "Il nuovo mio piacer"
- Recitativo (Lucifero) - "Lo veggio, sì lo veggio"
- Aria (Lucifero) - "Torno ai regni dell'orrido Averno"
- Recitativo (Humanità) - "Chi potrà mai ridire, Vergine bella"
- Aria (Humanità) - "Ogni sponda ed ogni riva"

Alessandro Scarlatti

## Grabaciones
- Alessandro Scarlatti: Humanità e Lucifero. L'Europa Galante, Fabio Biondi. OPUS 111 OPS 30-129